# Бодаквянский сельский совет
Бодаквянский сельский совет (укр. Бодаквянська сільська рада) — совет, входящий в состав
Лохвицкого района
Полтавской области
Украины.
Административный центр сельского совета находится в 
с. Бодаква.

## История
- 1649 — дата образования.

## Населённые пункты совета
- с. Бодаква
- с. Замориевка
- с. Нижняя Будаковка
- с. Песочки
- с. Хрули
- с. Червоные Луки

## Ликвидированные населённые пункты совета
- с. Дедов Яр
- с. Забодаква
- с. Терновое